# Хокеј на леду на Зимским олимпијским играма 1960.
Хокејашки турнир на Зимским олимпијским играма 1960. био је девети по реду олимпијски турнир у хокеју на леду у организацији Светске хокејашке федерације (ИИХФ). Турнир се одржао као део програма Зимских игара VIII олимпијаде чији домаћин су биле Сједињене Америчке Државе и град Скво Вали − од 19. до 28. фебруара. Такмичење је уједно представљало и 27. по реду турнир за титулу светског првака, док су се европске селекције такмичиле и за 38. титулу првака Европе. Био је то тек други пут да су Сједињене Државе организовала светско првенство, односно олимпијски турнир у хокеју на леду.
На олимпијском турниру учествовало је укупно 9 репрезентација, а такмичење се одвијало у две фазе. У првој фази екипе су биле подељене у три групе, а по две првопласиране из сваке групе пласирале су се у финалну фазу. Репрезентација домаћина Сједињених Држава остварила је максималних 7 победа и тако освојила прву олимпијску титулу, а уједно и другу титулу светског првака. Сребрна медаља припала је селекцији Канаде за коју су по други пут узастопно на олимпијским играма наступали играчи аматерске екипе Киченер-ватерлу дачменси, док је бронзу освојила репрезентација Совјетског Савеза, иначе браниоци титуле са ЗОИ 1956. године. Совјети су као најбоље пласирана европска селекција уједно освојили и своју 6. титулу првака Европе.
Најефикаснији играч турнира био је Канађанин Фред Ечер са 21 индексним поеном (9 голова и 12 асистенција). На укупно одиграних 30 утакмица постигнута су 334 гола или у просеку 11,13 голова по утакмици.

## Учесници
На турниру је учествовало укупно 9 репрезентација, од чега 5 са европског континента. На међународној сцени по први пут је заиграла репрезентација Аустралије.
| - Аустралија - Јапан - Канада | - Немачка - Сједињене Државе - Совјетски Савез | - Финска - Чехословачка - Шведска |

### Систем такмичења
Такмичење се одржавало у две фазе. У првој фази екипе су биле подељене у три групе са по 3 тима, играло се по једнокружном бод систему, а пласман у финалну рунду обезбедиле су по две првопласиране селекције из све три групе. Три последње пласиране селекције у групама формирале су нову групу у којој се разигравало за пласман од 7. до 9. места. Финалисти су се такмичили у финалној групи коју је чинило 6 репрезентација, а поредак у групи је одређен на основу укупног броја бодова освојених након 5 одиграних кола.

## Немачке квалификације
Источна и Западна Немачка су на олимпијском турниру учествовали као јединствен тим, а хокејашки тим је одређен на основу бараж сусрета између две селекције. Западна Немачка је поново била боља у директном двомечу и на тај начин стекла право да представљала Немачку на олимпијском турниру у хокеју на леду. У званичним статистикама резултат се води у статистикама везаним за Западну Немачку.
| 9. децембар 1959.  | Гармиш-Партенкирхен | Западна Немачка | 5 : 2 | Источна Немачка | 2:1, 1:1, 2:0 |
|                    |                     |                 |       |                 |               |
| 12. децембар 1959. | Вајсвасер           | Источна Немачка | 3 : 5 | Западна Немачка | 1:2, 2:0, 0:3 |

## Резултати

### Група А
| №  | Репрезентација | Ут | П | Нер | И | ГД | ГП | ГР  | Бод |
| -- | -------------- | -- | - | --- | - | -- | -- | --- | --- |
| 1. | Канада         | 2  | 2 | 0   | 0 | 24 | 3  | +21 | 4   |
| 2. | Шведска        | 2  | 1 | 0   | 1 | 21 | 5  | +16 | 2   |
| 3. | Јапан          | 2  | 0 | 0   | 2 | 1  | 38 | -37 | 0   |

| 19. фебруар 1960. | Скво Вали | Канада  | 5 : 2  | Шведска | 2:1, 1:1, 2:0 |
|                   |           |         |        |         |               |
| 20. фебруар 1960. | Скво Вали | Канада  | 19 : 1 | Јапан   | 5:0, 7:1, 7:0 |
|                   |           |         |        |         |               |
| 21. фебруар 1960. | Скво Вали | Шведска | 19 : 0 | Јапан   | 8:0, 5:0, 6:0 |

### Група Б
| №  | Репрезентација  | Ут | П | Нер | И | ГД | ГП | ГР  | Бод |
| -- | --------------- | -- | - | --- | - | -- | -- | --- | --- |
| 1. | Совјетски Савез | 2  | 2 | 0   | 0 | 16 | 4  | +12 | 4   |
| 2. | Немачка         | 2  | 1 | 0   | 1 | 4  | 9  | -5  | 2   |
| 3. | Финска          | 2  | 0 | 0   | 2 | 5  | 12 | -7  | 0   |

| 19. фебруар 1960. | Скво Вали | Совјетски Савез | 8 : 0 | Западна Немачка | 3:0, 3:0, 2:0 |
|                   |           |                 |       |                 |               |
| 20. фебруар 1960. | Скво Вали | Совјетски Савез | 8 : 4 | Финска          | 2:1, 4:0, 2:3 |
|                   |           |                 |       |                 |               |
| 21. фебруар 1960. | Скво Вали | Западна Немачка | 4 : 1 | Финска          | 1:0, 2:0, 1:1 |

### Група Ц
| №  | Репрезентација   | Ут | П | Нер | И | ГД | ГП | ГР  | Бод |
| -- | ---------------- | -- | - | --- | - | -- | -- | --- | --- |
| 1. | Сједињене Државе | 2  | 2 | 0   | 0 | 19 | 6  | +13 | 4   |
| 2. | Чехословачка     | 2  | 1 | 0   | 1 | 23 | 8  | +15 | 2   |
| 3. | Аустралија       | 2  | 0 | 0   | 2 | 2  | 30 | -28 | 0   |

| 19. фебруар 1960. | Скво Вали | Сједињене Државе | 7 : 5  | Чехословачка | 2:1, 1:3, 4:1 |
|                   |           |                  |        |              |               |
| 20. фебруар 1960. | Скво Вали | Чехословачка     | 18 : 1 | Аустралија   | 7:1, 3:0, 8:0 |
|                   |           |                  |        |              |               |
| 21. фебруар 1960. | Скво Вали | Сједињене Државе | 12 : 1 | Аустралија   | 6:0, 3:0, 3:1 |

### Разигравање за пласман од 7. до 9. места
У разигравању за пласман од 7. до 9. места такмичиле су се три репрезентације које су заузеле последња места у групама током прелиминарне фазе. У овој фази такмичења играло се по двокружном бод систему у 4 кола.
| №  | Репрезентација | Ут | П | Нер | И | ГД | ГП | ГР  | Бод |
| -- | -------------- | -- | - | --- | - | -- | -- | --- | --- |
| 7. | Финска         | 4  | 3 | 1   | 0 | 50 | 11 | +39 | 7   |
| 8. | Јапан          | 4  | 2 | 1   | 1 | 32 | 22 | +10 | 5   |
| 9. | Аустралија     | 4  | 0 | 0   | 4 | 8  | 57 | -49 | 0   |

| 22. фебруар 1960. | Скво Вали | Финска | 14 : 1 | Аустралија | 8:1, 4:0, 2:0 |
|                   |           |        |        |            |               |
| 23. фебруар 1960. | Скво Вали | Финска | 6 : 6  | Јапан      | 2:1, 3:2, 1:3 |
|                   |           |        |        |            |               |
| 24. фебруар 1960. | Скво Вали | Јапан  | 13 : 2 | Аустралија | 3:0, 4:0, 6:2 |
|                   |           |        |        |            |               |
| 25. фебруар 1960. | Скво Вали | Финска | 19 : 2 | Аустралија | 6:1, 5:1, 8:0 |
|                   |           |        |        |            |               |
| 26. фебруар 1960. | Скво Вали | Финска | 11 : 2 | Јапан      | 2:1, 6:0, 3:1 |
|                   |           |        |        |            |               |
| 27. фебруар 1960. | Скво Вали | Јапан  | 11 : 3 | Аустралија | 6:0, 2:1, 3:2 |

### Финална група
| №  | Репрезентација   | Ут | П | Нер | И | ГД | ГП | ГР  | Бод |
| -- | ---------------- | -- | - | --- | - | -- | -- | --- | --- |
| 1. | Сједињене Државе | 5  | 5 | 0   | 0 | 29 | 11 | +18 | 10  |
| 2. | Канада           | 5  | 4 | 0   | 1 | 31 | 12 | +19 | 8   |
| 3. | Совјетски Савез  | 5  | 2 | 1   | 2 | 24 | 19 | +5  | 5   |
| 4. | Чехословачка     | 5  | 2 | 0   | 3 | 21 | 23 | -2  | 4   |
| 5. | Шведска          | 5  | 1 | 1   | 3 | 19 | 19 | 0   | 3   |
| 6. | Западна Немачка  | 5  | 0 | 0   | 5 | 5  | 45 | -40 | 0   |

| 22. фебруар 1960. | Скво Вали | Совјетски Савез  | 8 : 5  | Чехословачка    | 3:2, 2:1, 3:2 |
| 22. фебруар 1960. | Скво Вали | Сједињене Државе | 6 : 3  | Шведска         | 4:0, 1:2, 1:1 |
| 22. фебруар 1960. | Скво Вали | Канада           | 12 : 0 | Западна Немачка | 6:0, 1:0, 5:0 |
|                   |           |                  |        |                 |               |
| 24. фебруар 1960. | Скво Вали | Сједињене Државе | 9 : 1  | Западна Немачка | 2:0, 3:1, 4:0 |
| 24. фебруар 1960. | Скво Вали | Совјетски Савез  | 2 : 2  | Шведска         | 0:0, 0:0, 2:2 |
| 24. фебруар 1960. | Скво Вали | Канада           | 4 : 0  | Чехословачка    | 3:0, 1:0, 0:0 |
|                   |           |                  |        |                 |               |
| 25. фебруар 1960. | Скво Вали | Совјетски Савез  | 7 : 1  | Западна Немачка | 0:1, 4:0, 3:0 |
| 25. фебруар 1960. | Скво Вали | Сједињене Државе | 2 : 1  | Канада          | 1:0, 1:0, 0:1 |
| 25. фебруар 1960. | Скво Вали | Чехословачка     | 3 : 1  | Шведска         | 3:0, 0:1, 0:0 |
|                   |           |                  |        |                 |               |
| 27. фебруар 1960. | Скво Вали | Чехословачка     | 9 : 1  | Западна Немачка | 3:1, 4:0, 2:0 |
| 27. фебруар 1960. | Скво Вали | Сједињене Државе | 3 : 2  | Совјетски Савез | 1:2, 1:0, 1:0 |
| 27. фебруар 1960. | Скво Вали | Канада           | 6 : 5  | Шведска         | 1:4, 1:0, 4:1 |
|                   |           |                  |        |                 |               |
| 28. фебруар 1960. | Скво Вали | Сједињене Државе | 9 : 4  | Чехословачка    | 3:3, 0:1, 6:0 |
| 28. фебруар 1960. | Скво Вали | Шведска          | 8 : 2  | Западна Немачка | 2:0, 2:2, 4:0 |
| 28. фебруар 1960. | Скво Вали | Канада           | 8 : 5  | Совјетски Савез | 3:0, 1:3, 4:2 |

## Коначан пласман и признања

### Коначан пласман
Коначан пласман на олимпијском турниру, на светском и европском првенству 1960. био је следећи:
| ОИ | СП | ЕП | Репрезентација   |
|    |    | —  | Сједињене Државе |
|    | 2  | —  | Канада           |
|    | 3  |    | Совјетски Савез  |
| 4. | 4. | 2  | Чехословачка     |
| 5. | 5. | 3  | Шведска          |
| 6. | 6. | 4. | Западна Немачка  |
| 7. | 7. | 5. | Финска           |
| 8. | 8. | —  | Јапан            |
| 9. | 9. | —  | Аустралија       |

### Најбољи играчи турнира
- Најбољи голман:  Џек Макартан
- Најбољи одбрамбени играч:  Николај Сологубов
- Најбољи нападач:  Нисе Нилсон

## Састави освајача олимпијских медаља
|                 | Злато | Сребро | Бронза |  |  |  |
|                 | | | |  |  |  |
| Освајачи медаља | Сједињене Државе Џек Макартан · Џон Мајасич · Џон Кирејн · Пол Џонсон · Велдон Олсон · Јуџин Грација · Ричард Роденхајзер · Едвин Овен · Родни Павола · Ричард Мередит · Бил Кришчан · Томи Вилијамс · Роџер Кришчан · Роберт Макви · Лоренс Палмер · Бил Клири · Боб Клири · Селектор Џек Рајли | Канада Харолд Харли · Хери Синден · Џек Даглас · Боб Атерсли · Фред Ечер · Џорџ Самоленко · Доналд Чарлс Хед · Дерил Слај · Кен Лауфман · Флојд Мартин · Џејмс Конели · Роберт Форхан · Доналд Роуп · Морис Беноа · Боби Русо · Клиф Пенингтон · Роберт Макнајт · Селектор Боб Бауер | Совјетски Савез Јуриј Цицинов · Владимир Гребенњиков · Михаил Бичков · Виктор Прјажњиков · Николај Карпов · Николај Пучков · Јевгениј Грошев · Виктор Јакушев · Станислав Петухов · Јевгениј Јоркин · Николај Сологубов · Јуриј Бауљин · Александар Алметов · Константин Локтев · Венијамин Александров · Генрих Сидоренков · Алфред Кучевски · Селектор Анатолиј Тарасов |  |  |  |